# Espagnac-Sainte-Eulalie
Espagnac-Sainte-Eulalie – miejscowość i gmina we Francji, w regionie Oksytania, w departamencie Lot.
Według danych na rok 1990 gminę zamieszkiwało 68 osób, a gęstość zaludnienia wynosiła 7 osób/km² (wśród 3020 gmin regionu Midi-Pyrénées Espagnac-Sainte-Eulalie plasuje się na 995. miejscu pod względem liczby ludności, natomiast pod względem powierzchni na miejscu 1111.).